# Термантија (мајка цара Теодосија I)
Термантија ( лат. Thermantia је мајка римског цара Теодосија I Великог .
Њен муж је био војни заповедник Теодосије Старији . Термантијино име је обновљено из натписа уклесаног у њену част око 389/391. године након њене смрти. Овај натпис је пронађен у Риму . Детаљи Термантијине биографије су непознати. Помиње се у „Одломцима о животу и карактеру римских царева“, који је написао Псеудо-Аурелије Виктор  .